# Maves
Maves est une commune française située dans le département de Loir-et-Cher en région Centre-Val de Loire.
Localisée au centre-nord du département, la commune fait partie de la petite région agricole « la Beauce », une vaste étendue de cultures céréalières, oléagineuses (colza) et protéagineuses (pois, féverolle, lupin), avec également de la betterave sucrière, et de la pomme de terre. Elle est drainée par la Cisse, la Sixtre des petits cours d'eau.
L'occupation des sols est marquée par l'importance des espaces agricoles et naturels qui occupent la quasi-totalité du territoire communal. Plusieurs espaces naturels d'intérêt sont présents dans la commune : un espace protégé, deux sites natura 2000, cinq zones naturelles d'intérêt écologique, faunistique et floristique (ZNIEFF) et un espace naturel sensible,  En 2010, l'orientation technico-économique de l'agriculture dans la commune est la culture des céréales et des oléoprotéagineux. À l'instar du département qui a vu disparaître le quart de ses exploitations en dix ans, le nombre d'exploitations agricoles a fortement diminué, passant de 16 en 1988, à 28 en 2000, puis à 22 en 2010.
Le patrimoine architectural de la commune comprend un bâtiment porté à l'inventaire des monuments historiques : le moulin de Maves.

## Géographie

### Localisation et communes limitrophes
La commune de Maves se trouve au centre-nord du département de Loir-et-Cher, dans la petite région agricole de la Beauce,. À vol d'oiseau, elle se situe à 17,3 km  de Blois, préfecture du département et à 22,4 km de Beauce la Romaine, chef-lieu du canton de la Beauce dont dépend la commune depuis 2015. La commune fait en outre partie du bassin de vie de Vendôme.
Les communes les plus proches sont : La Madeleine-Villefrouin (4,1 km) , Villexanton (4,4 km) , La Chapelle-Saint-Martin-en-Plaine (4,8 km) , Mulsans (5,3 km) , Conan (5,8 km) , Boisseau (6 km) , Villeneuve-Frouville (6,4 km) , Talcy (6,7 km)  et Rhodon (7,3 km).
| Boisseau | Saint-Léonard-en-Beauce | La Madeleine-Villefrouin           |
| Conan    | Maves                   | La Chapelle-Saint-Martin-en-Plaine |
| Averdon  | Mulsans                 |                                    |

### Paysages et relief
Dans le cadre de la Convention européenne du paysage, adoptée le 20 octobre 2000 et entrée en vigueur en France le 1er juillet 2006, un atlas des paysages de Loir-et-Cher a été élaboré en 2010 par le CAUE de Loir-et-Cher, en collaboration avec la DIREN Centre (devenue DREAL en 2011), partenaire financier. Les paysages du département s'organisent ainsi en huit grands ensembles et 25 unités de paysage,. La commune fait partie de l'unité de paysage de « la Beauce ».
La fertile Beauce, qui couvre pas moins de six cent mille hectares, est un vaste plateau, essentiellement consacré aux grandes cultures (céréales, colza, betterave sucrière). En Loir-et-Cher, la Beauce s'avance jusqu'à Blois, bordée au nord par le Loir et au sud par la Loire, couvrant un septième du département. Ses paysages épurés et ouverts sur le ciel contrastent avec les vertes collines Percheronnes au nord et surtout avec les grandes forêts Solognotes au sud.
L'altitude du territoire communal varie de 99 mètres à 127 mètres,.

### Hydrographie

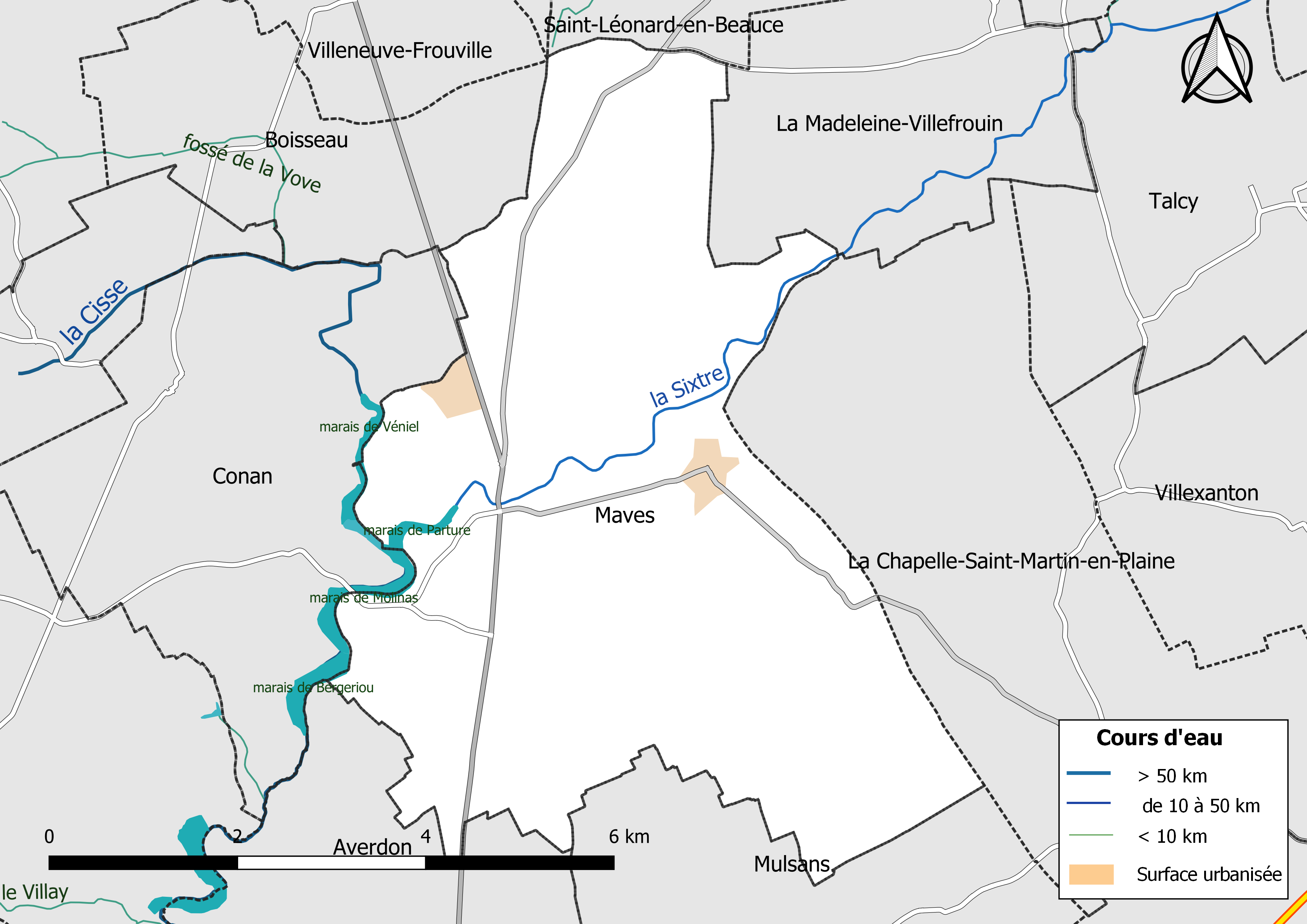
Réseau hydrographique de Maves.

La commune est drainée par la Cisse (0,314 km), la Sixtre (6,99 km) des petits cours d'eau, constituant un réseau hydrographique de 0,43 km de longueur totale.
La Cisse traverse la commune du nord-est vers le sud-ouest. D'une longueur totale de 87,7 km, elle prend sa source dans la commune de Rhodon et se jette  dans la Loire à Rochecorbon (37), après avoir traversé 23 communes.
La Sixtre traverse la commune du nord-est vers le sud-ouest. D'une longueur totale de 19,6 km, il prend sa source dans la commune de Briou (41) et se jette  dans la Cisse à Conan (41), après avoir traversé 7 communes.
La Cisse est un cours d'eau de deuxième catégorie, où le peuplement piscicole dominant est constitué de poissons blancs (cyprinidés) et de carnassiers (brochet, sandre et perche), tandis que la Sixtre est un cours d'eau de première catégorie, où le peuplement piscicole dominant est constitué de salmonidés (truite, omble chevalier, ombre commun, huchon).

### Climat
Pour des articles plus généraux, voir Climat du Centre-Val de Loire et Climat de Loir-et-Cher.
En 2010, le climat de la commune est de type climat océanique dégradé des plaines du Centre et du Nord, selon une étude du CNRS s'appuyant sur une série de données couvrant la période 1971-2000. En 2020, Météo-France publie une typologie des climats de la France métropolitaine dans laquelle la commune est exposée à un climat océanique altéré et est dans la région climatique Moyenne vallée de la Loire, caractérisée par une bonne insolation (1 850 h/an) et un été peu pluvieux.
Pour la période 1971-2000, la température annuelle moyenne est de 10,9 °C, avec une amplitude thermique annuelle de 15,1 °C. Le cumul annuel moyen de précipitations est de 648 mm, avec 10,5 jours de précipitations en janvier et 7 jours en juillet. Pour la période 1991-2020, la température moyenne annuelle observée sur la station météorologique de Météo-France la plus proche, dans la commune de Saint-Léonard-en-Beauce à 10 km à vol d'oiseau, est de 11,9 °C et le cumul annuel moyen de précipitations est de 642,2 mm,. Pour l'avenir, les paramètres climatiques de la commune estimés pour 2050 selon différents scénarios d'émission de gaz à effet de serre sont consultables sur un site dédié publié par Météo-France en novembre 2022.

### Milieux naturels et biodiversité

#### Espaces protégés
La protection réglementaire est le mode d'intervention le plus fort pour préserver des espaces naturels remarquables et leur biodiversité associée.Un espace protégé est présent dans la commune : « Coteau de Molinas et Marais de la Haute Cisse », un terrain acquis par le Conservatoire d'espaces naturels Centre-Val de Loire. Il présente une superficie de 9,93 ha.

#### Sites Natura 2000
Le réseau Natura 2000 est un réseau écologique européen de sites naturels d'intérêt écologique élaboré à partir des Directives « Habitats » et « Oiseaux ». Ce réseau est constitué de Zones spéciales de conservation (ZSC) et de Zones de protection spéciale (ZPS). Dans les zones de ce réseau, les États membres s'engagent à maintenir dans un état de conservation favorable les types d'habitats et d'espèces concernés, par le biais de mesures réglementaires, administratives ou contractuelles. L'objectif est de promouvoir une gestion adaptée des habitats tout en tenant compte des exigences économiques, sociales et culturelles, ainsi que des particularités régionales et locales de chaque État membre. Les activités humaines ne sont pas interdites, dès lors que celles-ci ne remettent pas en cause significativement l'état de conservation favorable des habitats et des espèces concernés. Des parties du territoire communal sont incluses dans les sites Natura 2000 suivants : 
- une ZSC, la « Vallée de la Cisse en amont de Saint-Lubin », d'une superficie de 336 ha[27] ;
- une ZPS, la « Petite Beauce », d'une superficie de 52 565 ha[28].

#### Zones nationales d'intérêt écologique, faunistique et floristique
L'inventaire des zones naturelles d'intérêt écologique, faunistique et floristique (ZNIEFF) a pour objectif de réaliser une couverture des zones les plus intéressantes sur le plan écologique, essentiellement dans la perspective d'améliorer la connaissance du patrimoine naturel national et de fournir aux différents décideurs un outil d'aide à la prise en compte de l'environnement dans l'aménagement du territoire. Le territoire communal de Maves comprend cinq ZNIEFF : 
- la « Haute Vallée de la Cisse » (376,74 ha)[30] ;
- les « Pelouses de Molinas » (28,51 ha)[31] ;
- les « Pelouses de Roquezon et de la Cave » (34,82 ha)[32] ;
- les « Pelouses des Vouzoirs » (27,92 ha)[33] ;
- les « Pelouses du Bois Brûlé » (20,33 ha)[34].

#### Espaces naturels et sensibles
Dans le cadre de sa politique environnementale, le Conseil départemental labellise certains sites au patrimoine naturel remarquable, les « espaces naturels sensibles », dans le but de les préserver, les faire connaître et les valoriser. Vingt-six sites sont ainsi identifiés dans le département dont un situé sur le territoire communal : le « site du Coteau de Molinas », remarquable pour la mosaïque de milieux secs à humides qui la constitue.

Cartes des Znieff et zones Natura 2000.
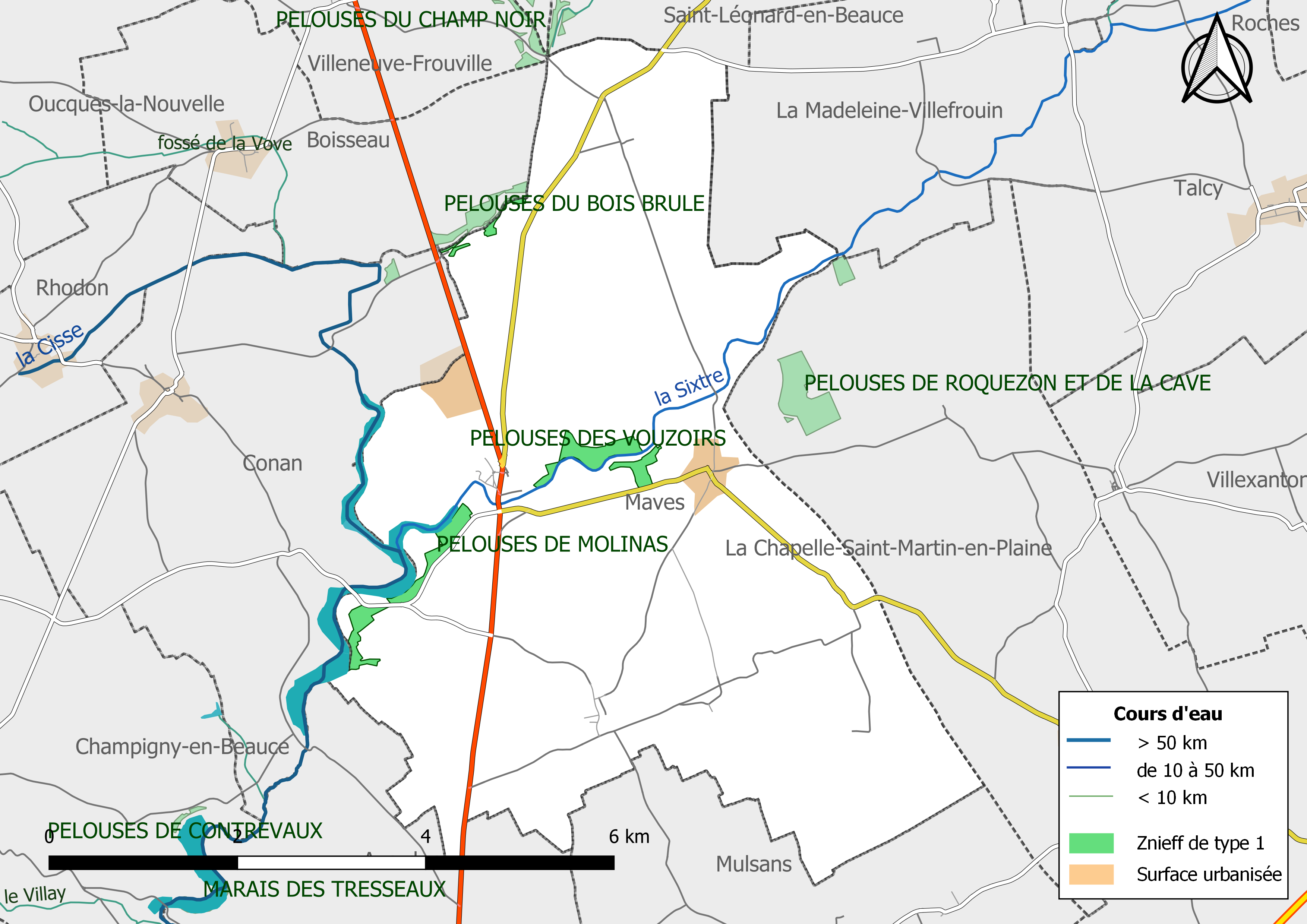
Carte des ZNIEFF de type 1 localisées dans la commune[Note 2].
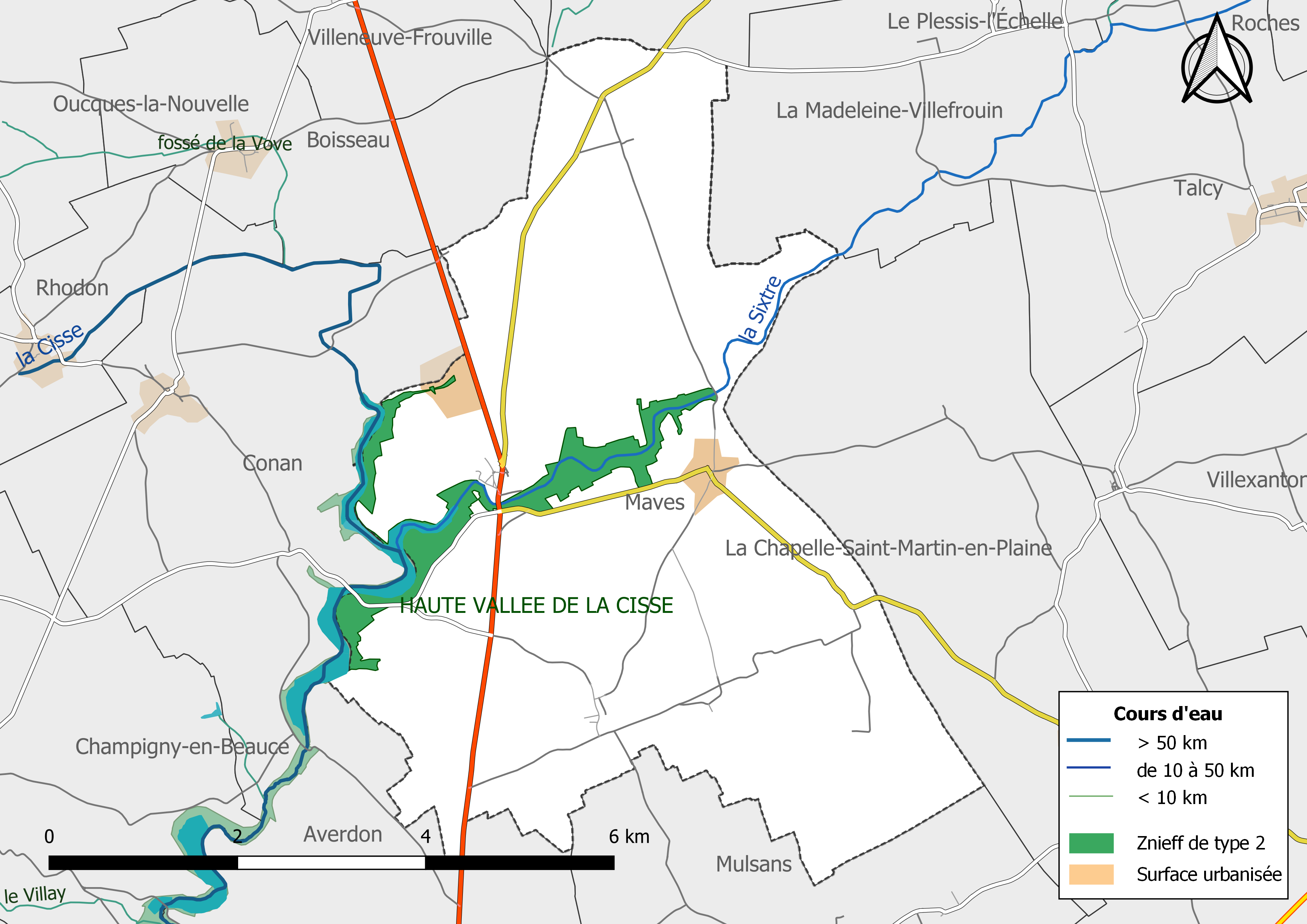
Carte des ZNIEFF de type 2 localisées dans la commune[Note 3].
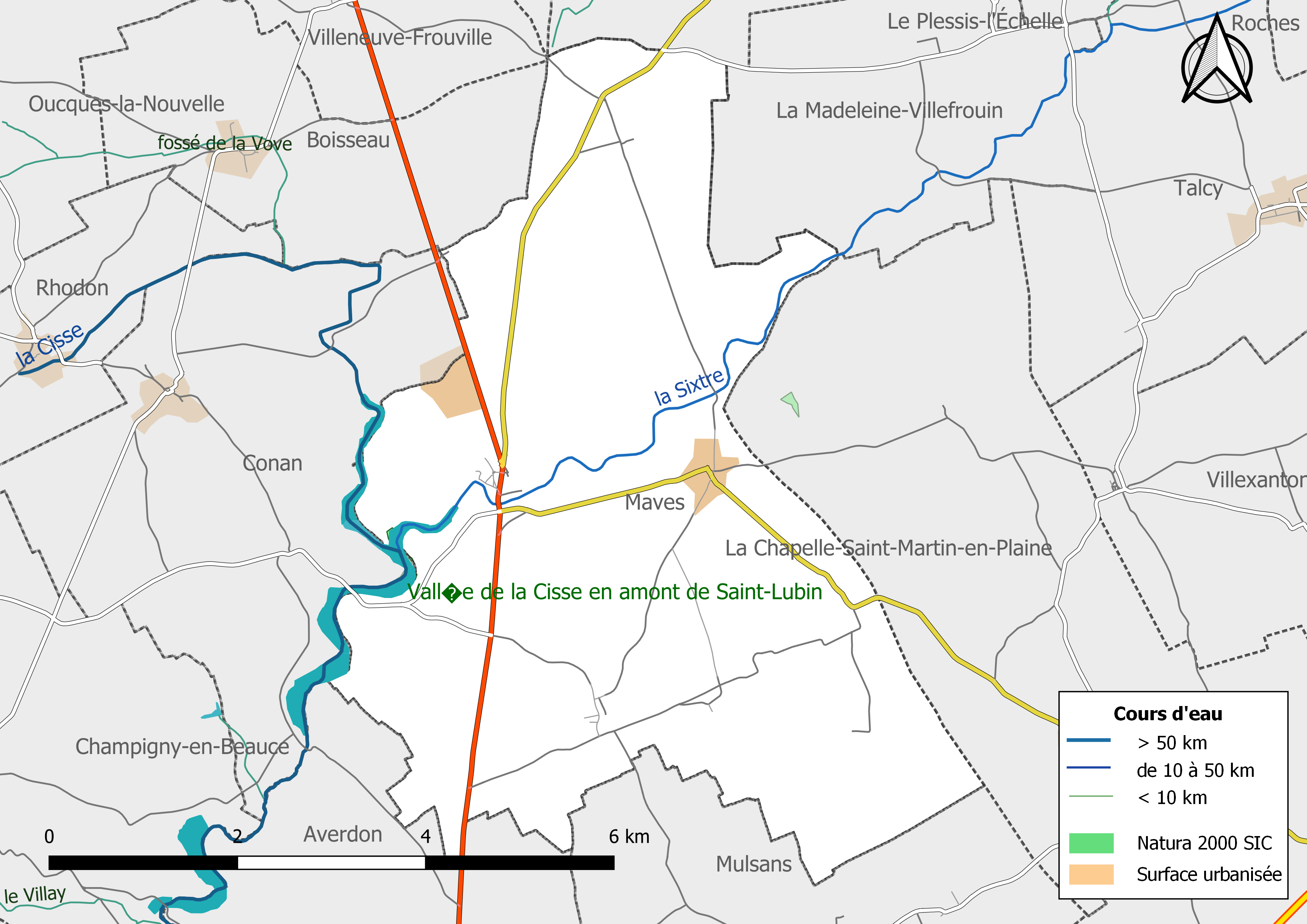
Carte de la zone Natura 2000 de type SIC localisée dans la commune.
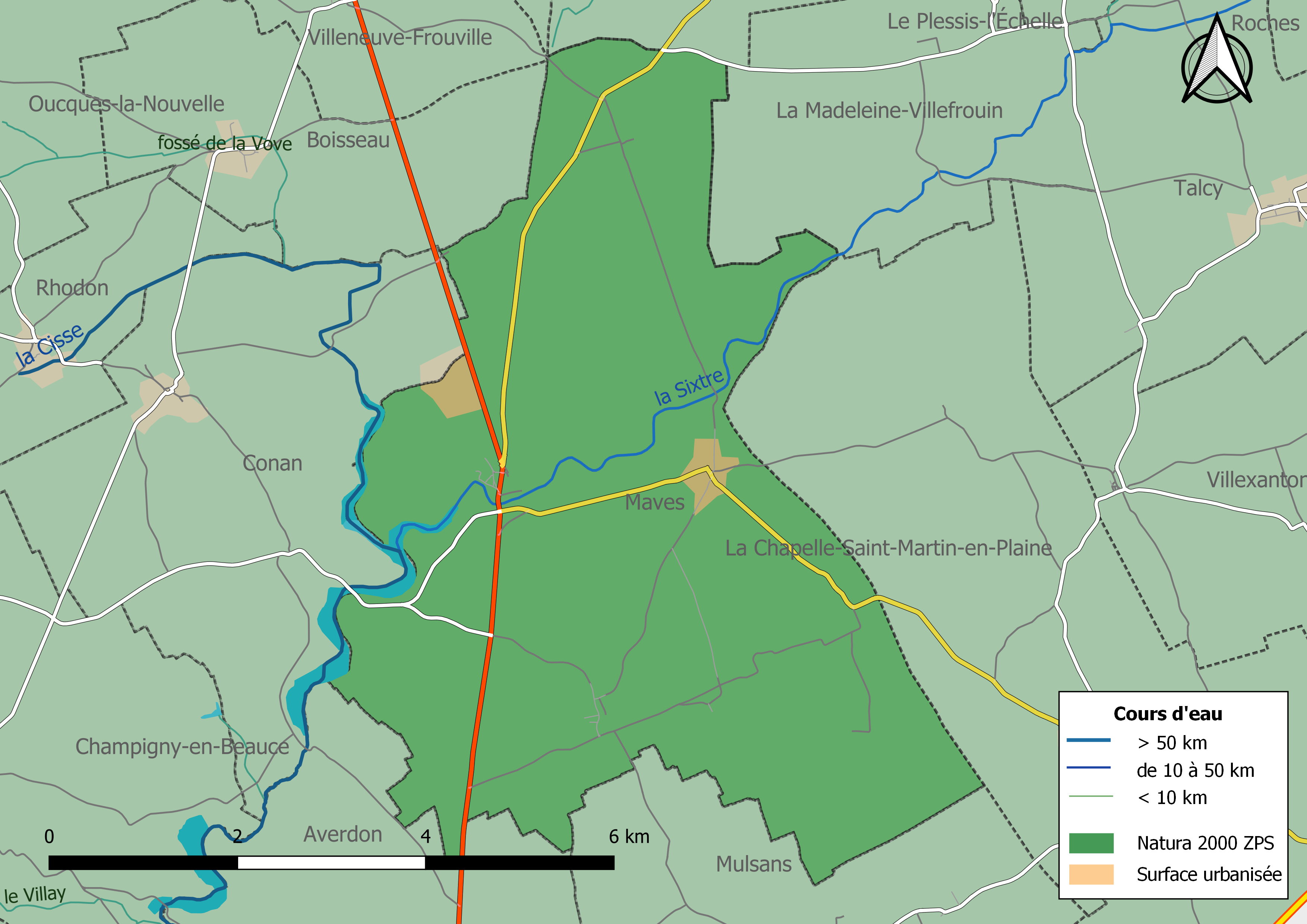
Le territoire communal est entièrement inclus dans la zone Natura 2000 « la Petite Beauce ».

## Urbanisme

### Territoire de Maves et lieux-dits
Maves est une commune regroupant de nombreux lieux-dits dispersés au nord, à l'ouest et au sud de son bourg :
- L'Ancienne Carrière,
- La Blanchonnière,
- Le Bois Brûlé,
- Bois de Veneaux,
- Carcelles,
- La Coudraie,
- Courtemiche,
- Couture,
- Les Gâtines,
- Les Gravottes,
- Guérinette,
- La Haye,
- Les Mesles,
- Les Moineries,
- La Motte,
- Le Moulin Métivier,
- Les Neufs Arpents,
- Les Noyers,
- Les Pointes,
- Maves-Pontijou,
- Pontijou,
- Sermaise,
- Les Vallées,
- Les Veneaux,
- Villeromard,
- Villerussien,
- Villetard,
- Villetroche.

### Typologie
Au 1er janvier 2024, Maves est catégorisée commune rurale à habitat dispersé, selon la nouvelle grille communale de densité à sept niveaux définie par l'Insee en 2022.
Elle est située hors unité urbaine. Par ailleurs la commune fait partie de l'aire d'attraction de Blois, dont elle est une commune de la couronne,. Cette aire, qui regroupe 78 communes, est catégorisée dans les aires de 50 000 à moins de 200 000 habitants,.

### Occupation des sols
L'occupation des sols est marquée par l'importance des espaces agricoles et naturels (98,5 %). La répartition détaillée ressortant en 2012 de la base de données européenne d'occupation biophysique des sols Corine Land Cover est la suivante : 
terres arables (92,1 %), 
zones agricoles hétérogènes (3,1 %), 
prairies (0,8 %), 
zones humides intérieures (2,5 %), 
zones urbanisées (0,8 %), 
mines, décharges et chantiers (0,7 %).

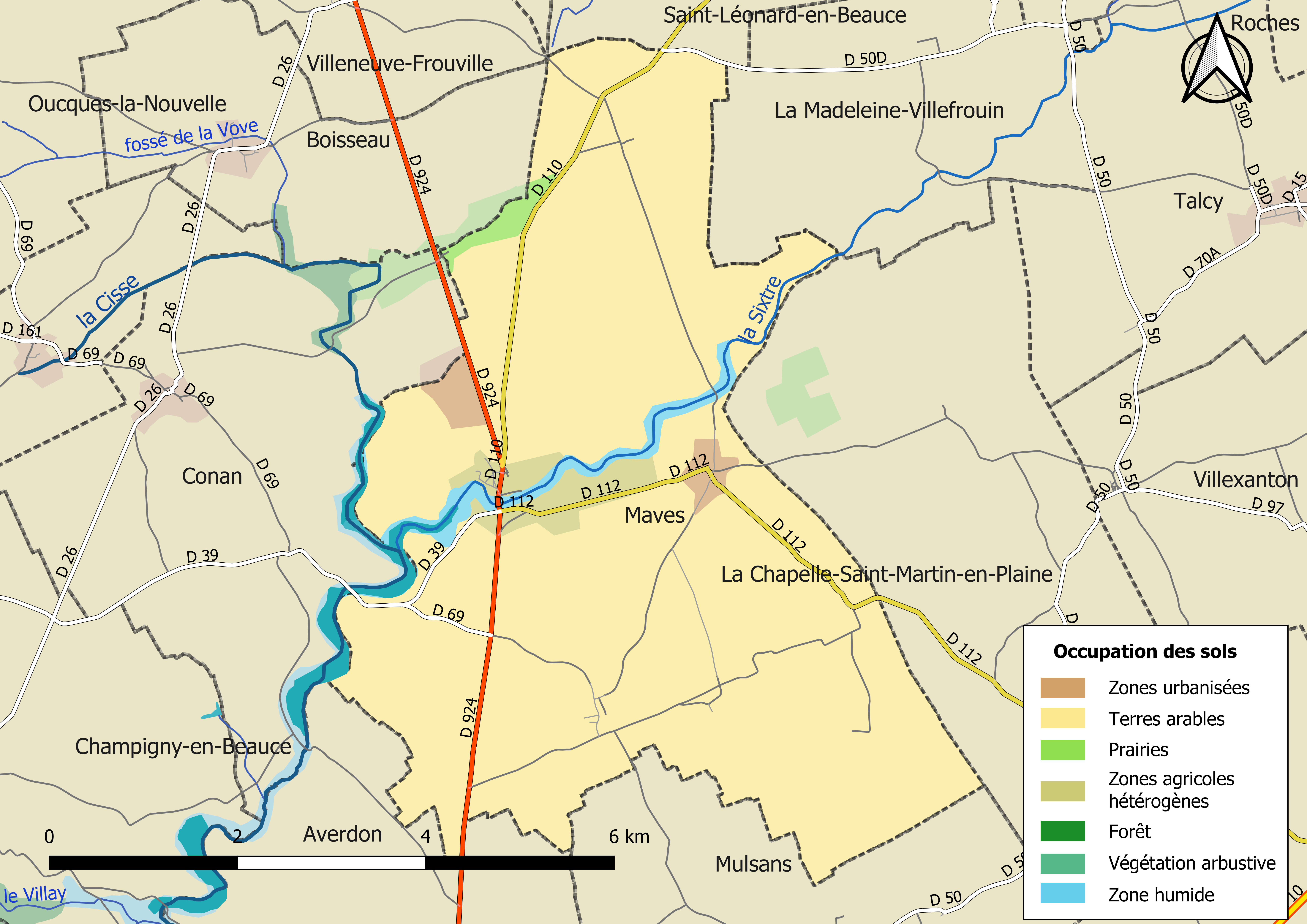
Carte des infrastructures et de l'occupation des sols de la commune en 2018 (CLC).

### Planification
En matière de planification, la commune disposait en 2017 d'une carte communale approuvée.

### Habitat et logement
Le tableau ci-dessous présente la typologie des logements à Maves en 2016 en comparaison avec celle du Loir-et-Cher et de la France entière. Une caractéristique marquante du parc de logements est ainsi la faible proportion des résidences secondaires et logements occasionnels (5,3 %) par rapport au département (18 %) et à la France entière (9,6 %). Concernant le statut d'occupation de ces logements, 89,1 % des habitants de la commune sont propriétaires de leur logement (89,8 % en 2011), contre 68,1 % pour le Loir-et-Cher et 57,6 pour la France entière.
|                                                         | Maves | Loir-et-Cher | France entière |
| ------------------------------------------------------- | ----- | ------------ | -------------- |
| Résidences principales (en %)                           | 87,0  | 74,5         | 82,3           |
| Résidences secondaires et logements occasionnels (en %) | 5,3   | 18           | 9,6            |
| Logements vacants (en %)                                | 7,7   | 7,5          | 8,1            |

### Risques majeurs
Le territoire communal de Maves est vulnérable à différents aléas naturels :  climatiques (hiver exceptionnel ou canicule), mouvements de terrains ou sismique (sismicité très faible). 
Il est également exposé à deux risques technologiques : le risque nucléaire et  le transport de matières dangereuses,.

#### Risques naturels
Les mouvements de terrains susceptibles de se produire dans la commune sont liés au retrait-gonflement des argiles. Le phénomène de retrait-gonflement des argiles est la conséquence d'un changement d'humidité des sols argileux. Les argiles sont capables de fixer l'eau disponible mais aussi de la perdre en se rétractant en cas de sécheresse. Ce phénomène peut provoquer des dégâts très importants sur les constructions (fissures, déformations des ouvertures) pouvant rendre inhabitables certains locaux. La carte de zonage de cet aléa peut être consultée sur le site de l'observatoire national des risques naturels Georisques.

#### Risques technologiques
La totalité du territoire de la commune peut être concernée par le risque nucléaire. En cas d'accident grave, certaines installations nucléaires sont susceptibles de rejeter dans l'atmosphère de l'iode radioactif. Or la commune se situe partiellement à l'intérieur du périmètre de 20 km du Plan particulier d'intervention de la centrale nucléaire de Saint-Laurent-des-Eaux. À ce titre les habitants de la commune, comme tous ceux résidant dans le périmètre proche de 20 km de la centrale ont bénéficié, à titre préventif, d'une distribution de comprimés d'iode stable dont l'ingestion avant rejet radioactif permet de pallier les effets sur la thyroïde d'une exposition à de l'iode radioactif. En cas d'incident ou d'accident nucléaire, des consignes de confinement ou d'évacuation peuvent être données et les habitants peuvent être amenés à ingérer, sur ordre du préfet, les comprimés en leur possession,.
Le risque de transport de marchandises dangereuses dans la commune est lié à sa traversée par une route à fort trafic. Un accident se produisant sur une telle infrastructure est en effet susceptible d'avoir des effets graves au bâti ou aux personnes jusqu'à 350 m, selon la nature du matériau transporté. Des dispositions d'urbanisme peuvent être préconisées en conséquence.

## Histoire

### Antiquité
L'archéologie et la présence de dolmens ont permis d'établir que le territoire de la commune a été activement et en permanence occupé depuis l'époque paléolithique. De nombreux lieux-dits composant l'actuelle Maves proviennent de tumuli préhistoriques, comme Pontijou, Bois-Brûlé, le Haut et le Bas Moron, Carcelles et Villeberfol.

### Moyen Âge
Au Moyen Âge, la Sixtre constitue la frontière entre le comté de Vendôme au nord, et le comté de Blois au sud. En conséquence, le bourg de Maves appartenait au Blésois, tandis que Pontijou (ou Pondigeoul en ancien français) était rattaché aux coutumes vendômoises.
Une chapelle est cependant fondée à Pontijou par le comte Louis de Blois, à la fin du XIIe siècle.

### Révolution française et Empire

#### Nouvelle organisation territoriale
Le décret de l'Assemblée nationale du 12 novembre 1789 décrète qu'« il y aura une municipalité dans chaque ville, bourg, paroisse ou communauté de campagne », mais ce n'est qu'avec le décret de la Convention nationale du 10 brumaire an II (31 octobre 1793) que la paroisse de Maves devient formellement « commune de Maves »,.
En 1790, dans le cadre de la création des départements, la municipalité est rattachée au canton d'Oucques et au district de Mer. Les cantons sont supprimés, en tant que découpage administratif, par une loi du 26 juin 1793, et ne conservent qu'un rôle électoral, permettant l'élection des électeurs du second degré chargés de désigner les députés,. La Constitution du 5 fructidor an III, appliquée à partir de vendémiaire an IV (1795) supprime les districts, considérés comme des rouages administratifs liés à la Terreur, mais maintient les cantons qui acquièrent dès lors plus d'importance en retrouvant une fonction administrative. Enfin, sous le Consulat, un redécoupage territorial visant à réduire le nombre de justices de paix ramène le nombre de cantons en Loir-et-Cher de 33 à 24. Maves est alors rattachée au canton de Mer et à l'Arrondissement de Blois par arrêté du 5 vendémiaire an X (26 septembre 1801),,. Cette organisation va rester inchangée pendant près de 150 ans.

### Époque contemporaine
De 1888 à 1934, Maves était desservie par une ligne de tramway à vapeur du Loir-et-Cher reliant Blois à Oucques (avec continuité vers Vendôme ou Orléans). Sa gare, nommée Maves-Pontijou car construite proche du bourg de Pontijou, se trouvait alors entre celles de Villiers-Mézières (proche de l'actuel Averdon) et de Boisseau.

## Politique et administration

### Découpage territorial

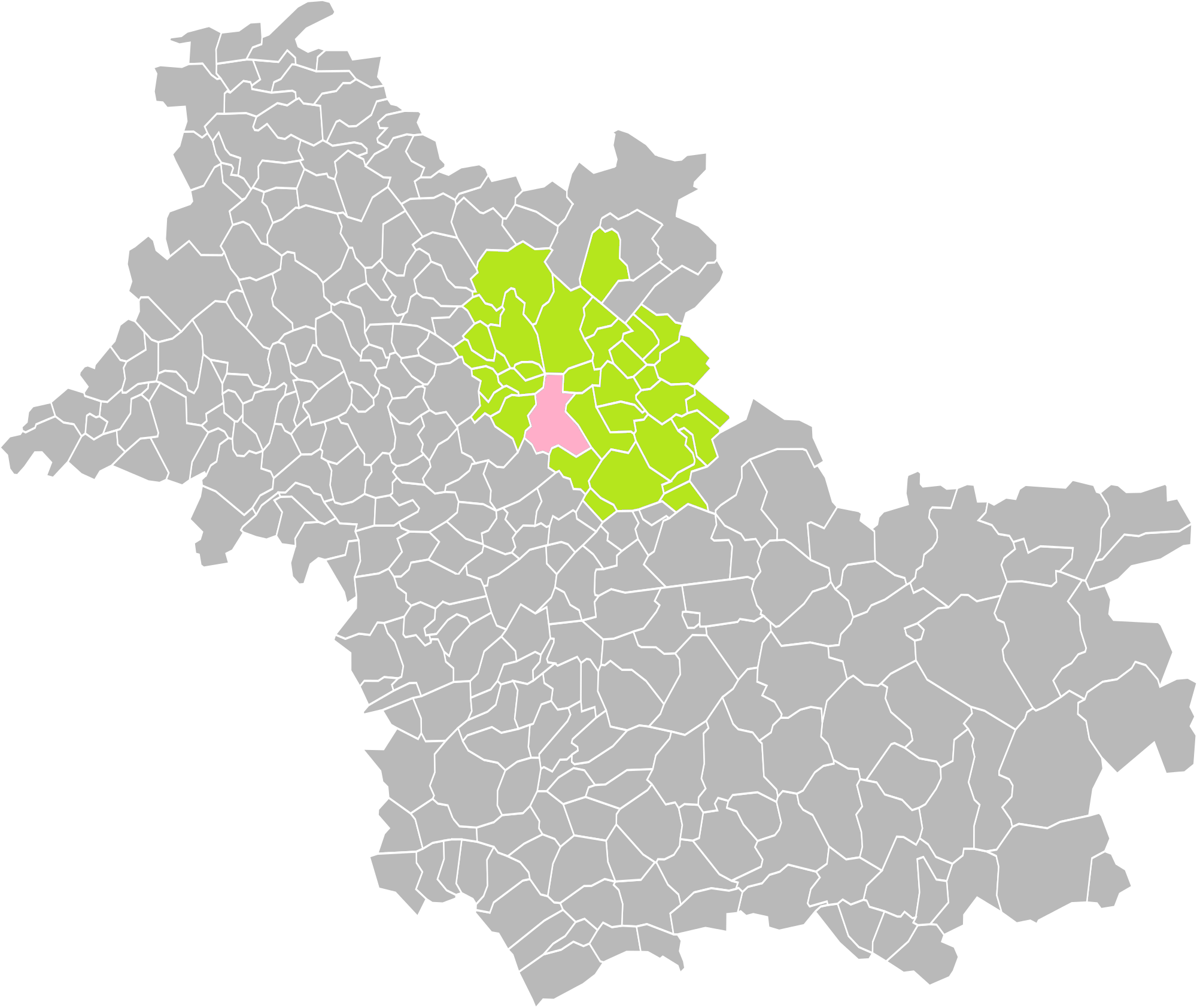
Maves dans l'intercommunalité en 2016.

La commune de Maves est membre de la communauté de communes Beauce Val de Loire, un établissement public de coopération intercommunale (EPCI) à fiscalité propre créé le 1er janvier 2016.
Elle est rattachée sur le plan administratif à l'arrondissement de Blois, au département de Loir-et-Cher et à la région Centre-Val de Loire, en tant que circonscriptions administratives. Sur le plan électoral, elle est rattachée au canton de la Beauce depuis 2015 pour l'élection des conseillers départementaux et à la Troisième circonscription de Loir-et-Cher pour les élections législatives.

### Politique et administration municipale

#### Conseil municipal et maire
Le conseil municipal de Maves, commune de moins de 1 000 habitants, est élu au scrutin majoritaire plurinominal avec listes ouvertes et panachage. Compte tenu de la population communale, le nombre de sièges au conseil municipal est de 15. Le maire, à la fois agent de l'État et exécutif de la commune en tant que collectivité territoriale, est élu par le conseil municipal au scrutin secret lors de la première réunion du conseil suivant les élections municipales, pour un mandat de six ans, c'est-à-dire pour la durée du mandat du conseil.
| Période                                  | Période  | Identité       | Étiquette | Qualité       |
| ---------------------------------------- | -------- | -------------- | --------- | ------------- |
| mars 2008                                | En cours | Astrid Lonqueu | DVD       | Fonctionnaire |
| Les données manquantes sont à compléter. |          |                |           |               |

## Équipements et services

### Eau et assainissement
L'organisation de la distribution de l'eau potable, de la collecte et du traitement des eaux usées et pluviales relève des communes. La compétence eau et assainissement des communes est un service public industriel et commercial (SPIC).

#### Alimentation en eau potable
Le service d'eau potable comporte trois grandes étapes : le captage, la potabilisation et la distribution d'une eau potable conforme aux normes de qualité fixées pour protéger la santé humaine. En 2019, la commune est membre du syndicat intercommunal d'adduction d'eau potable et d'assainissement Collectif Val d'Eau qui assure le service en régie.

#### Assainissement des eaux usées
En 2019, la gestion du service d'assainissement collectif de la commune de Maves est assurée par le syndicat intercommunal d'adduction d'eau potable et d'assainissement collectif Val d'Eau qui a le statut de régie à autonomie financière.
L'assainissement non collectif (ANC) désigne les installations individuelles de traitement des eaux domestiques qui ne sont pas desservies par un réseau public de collecte des eaux usées et qui doivent en conséquence traiter elles-mêmes leurs eaux usées avant de les rejeter dans le milieu naturel. La communauté de communes Beauce Val de Loire assure pour le compte de la commune le service public d'assainissement non collectif (SPANC), qui a pour mission de vérifier la bonne exécution des travaux de réalisation et de réhabilitation, ainsi que le bon fonctionnement et l'entretien des installations.

### Sécurité, justice et secours
La sécurité de la commune est assurée par la brigade de gendarmerie de Mer qui dépend du groupement de gendarmerie départementale de Loir-et-Cher installé à Blois.
En matière de justice, Maves relève du conseil de prud'hommes de Blois, de la Cour d'appel d'Orléans (juridiction de Blois), de la Cour d'assises de Loir-et-Cher, du tribunal administratif de Blois, du tribunal de commerce de Blois et du tribunal judiciaire de Blois.

## Population et société

### Démographie
Les habitants sont appelés les Mavois ou Mavoises

#### Évolution démographique
L'évolution du nombre d'habitants est connue à travers les recensements de la population effectués dans la commune depuis 1793. Pour les communes de moins de 10 000 habitants, une enquête de recensement portant sur toute la population est réalisée tous les cinq ans, les populations de référence des années intermédiaires étant quant à elles estimées par interpolation ou extrapolation. Pour la commune, le premier recensement exhaustif entrant dans le cadre du nouveau dispositif a été réalisé en 2005.

En 2022, la commune comptait 680 habitants, en évolution de +3,66 % par rapport à 2016 (Loir-et-Cher : −1,15 %, France hors Mayotte : +2,11 %).
| 1793 | 1800 | 1806 | 1821 | 1831 | 1836 | 1841 | 1846 | 1851 |
| ---- | ---- | ---- | ---- | ---- | ---- | ---- | ---- | ---- |
| 700  | 636  | 704  | 768  | 818  | 855  | 856  | 915  | 873  |

| 1856 | 1861 | 1866 | 1872 | 1876 | 1881 | 1886 | 1891 | 1896 |
| ---- | ---- | ---- | ---- | ---- | ---- | ---- | ---- | ---- |
| 938  | 948  | 967  | 934  | 931  | 943  | 967  | 962  | 876  |

| 1901 | 1906 | 1911 | 1921 | 1926 | 1931 | 1936 | 1946 | 1954 |
| ---- | ---- | ---- | ---- | ---- | ---- | ---- | ---- | ---- |
| 864  | 799  | 771  | 735  | 729  | 737  | 725  | 707  | 668  |

| 1962 | 1968 | 1975 | 1982 | 1990 | 1999 | 2005 | 2006 | 2010 |
| ---- | ---- | ---- | ---- | ---- | ---- | ---- | ---- | ---- |
| 610  | 532  | 544  | 518  | 553  | 577  | 588  | 581  | 663  |

| 2015 | 2020 | 2022 | - | - | - | - | - | - |
| ---- | ---- | ---- | - | - | - | - | - | - |
| 662  | 669  | 680  | - | - | - | - | - | - |

#### Pyramide des âges
La population de la commune est relativement jeune.
En 2018, le taux de personnes d'un âge inférieur à 30 ans s'élève à 35,2 %, soit au-dessus de la moyenne départementale (31,3 %). À l'inverse, le taux de personnes d'âge supérieur à 60 ans est de 21,6 % la même année, alors qu'il est de 31,6 % au niveau départemental.
En 2018, la commune comptait 362 hommes pour 302 femmes, soit un taux de 54,52 % d'hommes, largement supérieur au taux départemental (48,55 %).
Les pyramides des âges de la commune et du département s'établissent comme suit.
| Hommes | Classe d’âge | Femmes |
| ------ | ------------ | ------ |
| 0,0    | 90 ou +      | 0,7    |
| 5,8    | 75-89 ans    | 5,3    |
| 15,3   | 60-74 ans    | 16,4   |
| 21,9   | 45-59 ans    | 23,0   |
| 20,8   | 30-44 ans    | 20,7   |
| 12,3   | 15-29 ans    | 13,5   |
| 23,8   | 0-14 ans     | 20,4   |

| Hommes | Classe d’âge | Femmes |
| ------ | ------------ | ------ |
| 1,1    | 90 ou +      | 2,6    |
| 9,2    | 75-89 ans    | 11,9   |
| 19,7   | 60-74 ans    | 20,4   |
| 20,7   | 45-59 ans    | 20     |
| 16,5   | 30-44 ans    | 16,2   |
| 15,2   | 15-29 ans    | 13,2   |
| 17,6   | 0-14 ans     | 15,7   |

## Économie

### Secteurs d'activité
Le tableau ci-dessous détaille le nombre d'entreprises implantées à Maves selon leur secteur d'activité et le nombre de leurs salariés :
|                                                              | total | % com (% dep) | 0 salarié | 1 à 9 salarié(s) | 10 à 19 salariés | 20 à 49 salariés | 50 salariés ou plus |
| ------------------------------------------------------------ | ----- | ------------- | --------- | ---------------- | ---------------- | ---------------- | ------------------- |
| Ensemble                                                     | 54    | 100,0 (100)   | 41        | 12               | 0                | 1                | 0                   |
| Agriculture, sylviculture et pêche                           | 16    | 29,6 (11,8)   | 14        | 2                | 0                | 0                | 0                   |
| Industrie                                                    | 5     | 9,3 (6,5)     | 3         | 2                | 0                | 0                | 0                   |
| Construction                                                 | 5     | 9,3 (10,3)    | 3         | 2                | 0                | 0                | 0                   |
| Commerce, transports, services divers                        | 23    | 42,6 (57,9)   | 20        | 2                | 0                | 1                | 0                   |
| dont commerce et réparation automobile                       | 8     | 14,8 (17,5)   | 7         | 0                | 0                | 1                | 0                   |
| Administration publique, enseignement, santé, action sociale | 5     | 9,3 (13,5)    | 1         | 4                | 0                | 0                | 0                   |
| Champ : ensemble des activités.                              |       |               |           |                  |                  |                  |                     |

Le secteur du commerce, transports et services divers est prépondérant dans la commune (23 entreprises sur 54) néanmoins le secteur agricole reste important puisqu'en proportions (29,6 %), il est plus important qu'au niveau départemental (11,8 %).
Sur les 54 entreprises implantées à Maves en 2016, 41 ne font appel à aucun salarié, 12 comptent 1 à 9 salariés,  et 1 emploie entre 20 et 49 personnes

### Agriculture
En 2010, l'orientation technico-économique de l'agriculture dans la commune est la polyculture et le polyélevage. Le département a perdu près d'un quart de ses exploitations en 10 ans, entre 2000 et 2010 (c'est le département de la région Centre-Val de Loire qui en compte le moins). Cette tendance se retrouve également au niveau de la commune où le nombre d'exploitations est passé de 47 en 1988 à 28 en 2000 puis à 22 en 2010. Parallèlement, la taille de ces exploitations augmente, passant de 62 ha en 1988 à 128 ha en 2010. 
Le tableau ci-dessous présente les principales caractéristiques des exploitations agricoles de Maves, observées sur une période de 22 ans : 
|                                      | 1988                 | 2000                 | 2010                 |
| Dimension économique                 | Dimension économique | Dimension économique | Dimension économique |
| ------------------------------------ | -------------------- | -------------------- | -------------------- |
| Nombre d'exploitations (u)           | 47                   | 28                   | 22                   |
| Travail (UTA)                        | 71                   | 41                   | 30                   |
| Surface agricole utilisée (ha)       | 2 935                | 2 800                | 2 818                |
| Cultures                             |                      |                      |                      |
| Terres labourables (ha)              | 2 914                | 2 762                | 2 712                |
| Céréales (ha)                        | 2034                 | 1751                 | 1685                 |
| dont blé tendre (ha)                 | 1258                 | 927                  | s                    |
| dont maïs-grain et maïs-semence (ha) | 82                   | 45                   | 42                   |
| Tournesol (ha)                       | 323                  | s                    | 234                  |
| Colza et navette (ha)                | 405                  | 411                  | 337                  |
| Élevage                              |                      |                      |                      |
| Cheptel (UGBTA)                      | 143                  | 127                  | 48                   |

.

#### Produits labellisés
Le territoire de la commune est intégré aux aires de productions de divers produits bénéficiant d'une indication géographique protégée (IGP) : le vin Val-de-loire et les volailles de l’Orléanais,.

## Culture et patrimoine

### Lieux et monuments

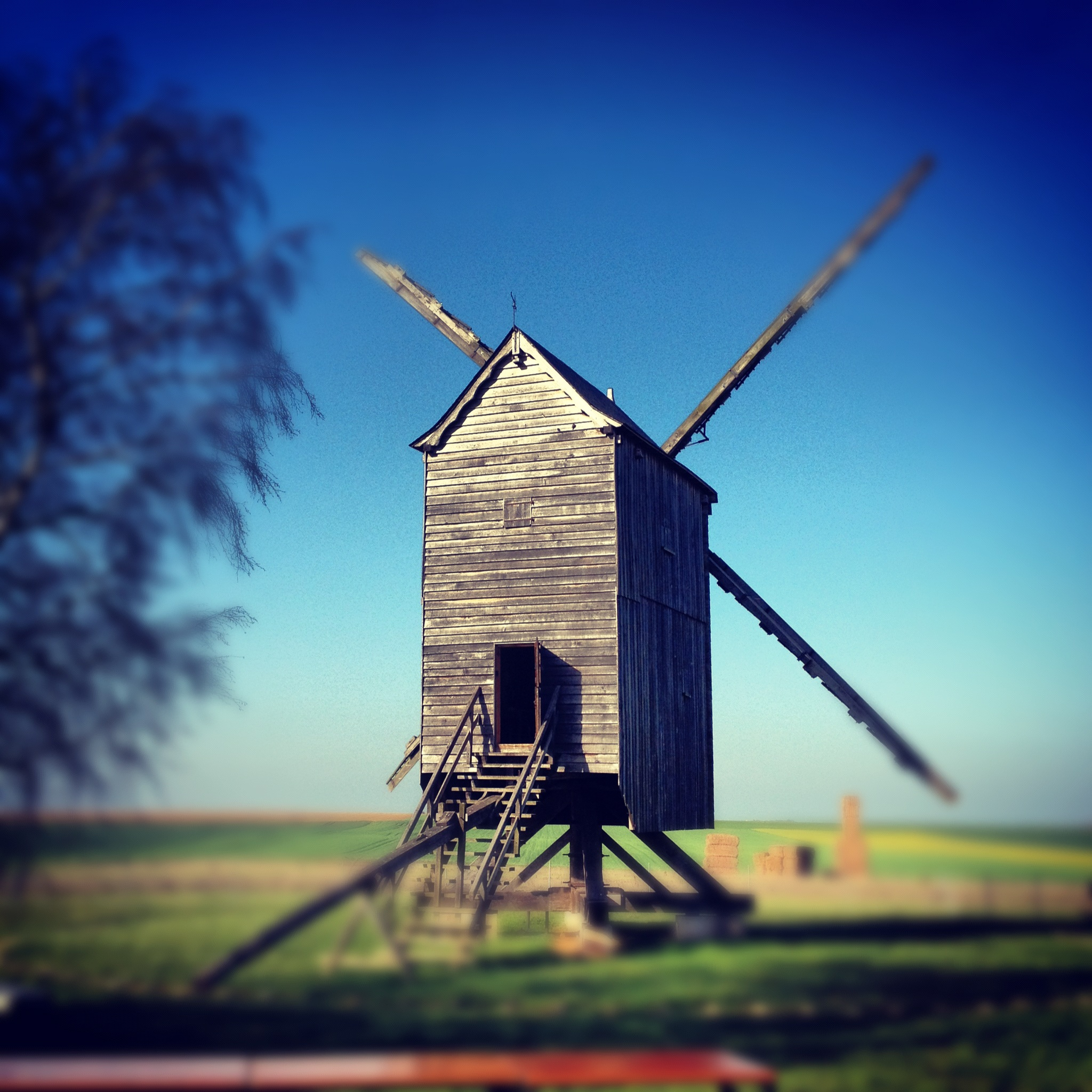
Moulin de Maves.

- Le moulin de Maves, construit en bois, est protégé au titre des Monuments Historiques, par une inscription à l'inventaire, depuis 1974[91].
- L'église Saint-Dié.

### Personnalités liées à la commune
- Charles Turpin, homme politique né le 8 mars 1747 à Maves et décédé le 29 août 1817 à Blois.